# Waka/Jawaka
 (novembre 2013).
Si vous disposez d'ouvrages ou d'articles de référence ou si vous connaissez des sites web de qualité traitant du thème abordé ici, merci de compléter l'article en donnant les références utiles à sa vérifiabilité et en les liant à la section « Notes et références ».
Albums de Frank Zappa
Just Another Band from L.A.
(1972) The Grand Wazoo
(1972)
Waka/Jawaka est un album jazz fusion de Frank Zappa paru en 1972.

## Historique
Zappa dirige les musiciens assis dans un fauteuil roulant et interprète ces nouvelles compositions qui recevront un accueil mitigé du public.
Le 10 décembre 1971, Zappa est projeté dans la fosse d’orchestre par un spectateur, Trevor Howell, lors d’un concert donné au Rainbow Theatre de Londres. Celui-ci justifia l'agression de deux manières : il jugea la qualité de la prestation trop médiocre et considéra que le compositeur-guitariste avait regardé sa petite amie avec trop d’insistance. Frank Zappa souffre de plusieurs fractures sérieuses, d’un traumatisme crânien, de blessures au dos, au cou, ainsi que d’un écrasement du larynx. Pendant deux mois, Zappa reste en chaise roulante, dans l'incapacité de jouer en concert et gardera des séquelles de l'événement.
Big Swifty est une pièce majeure de jazz-rock où les thèmes et les variations se mélangent de manière très complexe avec l'improvisation. Après deux morceaux chantés aérant un peu l'album (It Just Might Be A One-Shot Deal), place au titre éponyme Waka/Jawaka. Ce titre est constitué d'un thème assez lyrique et de variations. Une belle série d'improvisations très jazzy arrivent après cette architecture cuivrée alambiquée qu'est le thème.
Le disque est court, mais est l'un des essentiels de sa discographie, avec Hot Rats, auquel il fait référence sur la pochette.

## Liste des titres
Tous les titres sont composés par Frank Zappa.
1. Big Swifty - 17 min 22 s
2. Your Mouth - 3 min 12 s
3. It Just Might Be a One-Shot Deal - 4 min 17 s
4. Waka/Jawaka - 11 min 17 s

## Musiciens
- Frank Zappa : guitare, percussions
- Tony Duran : guitare, voix
- George Duke : piano électrique
- Sal Marquez : trompette, voix, cuivres
- Erroneous (Alex Dmochowski) : basse, voix
- Aynsley Dunbar : batterie, tambourin
- Chris Peterson : voix
- Joel Peskin : saxophone ténor
- Mike Atschul : saxophones baryton et ténor, piccolo, flûte, clarinette
- Jeff Simmons (en) : guitare, voix
- Sneaky Pete Kleinow : guitare pedal steel
- Janet Ferguson : voix
- Don Preston : guitare ?
- Billy Byers : cuivres
- Ken Shroyer : cuivres

## Production
- Production : Frank Zappa
- Ingénierie : Kerry McNabb
- Direction musicale et arrangements : Frank Zappa
- Conception pochette : Marvin Mathelson
- Photo : Philip Schwarz

## Classement
Album - Billboard (Amérique du Nord)
| Année | Catégorie   | Position |
| ----- | ----------- | -------- |
| 1972  | Jazz Albums | 152      |